# Bandersztat
Bandersztat (ukr. Бандерштат) – festiwal ukraińskiej muzyki alternatywnej i sztuki współczesnej, który odbywa się co roku na Wołyniu (w Łucku lub innych miejscowościach) od 2007 roku. Reklamuje się jako Festiwal Ukraińskiego Ducha.

## Charakterystyka
Festiwal odbywa się corocznie porą letnią na Wołyniu, zazwyczaj w Łucku lub Rowańcach i trwa trzy dni. Wydarzenie obejmuje występy ukraińskich zespołów muzycznych reprezentujących wszystkie style i nurty współczesnej ukraińskiej muzyki alternatywnej. Prowadzone są również warsztaty z różnych dziedzin, które promują „ukraiński styl myślenia”, język ukraiński, kulturę, aktywność fizyczną itp., a także odbywają się spotkania z weteranami UPA.
Festiwal ma na celu:
- podnoszenie ukraińskiej idei narodowej wśród młodzieży i zespołów twórczych;
- promocję aktywności fizycznej i zdrowego stylu życia wśród młodzieży;
- utrwalanie wizerunku Stepana Bandery jako ukraińskiego symbolu narodowego;
- pomoc uzdolnionej młodzieży;
- propagowanie szacunku dla środowiska i edukacji ekologicznej;
- promocję języka, kultury, wartości duchowych i rodzimej muzyki ukraińskiej[2].

Udział w festiwalu obwarowany jest szeregiem warunków:
- nie jest konkursem i nie ma na celu wyłonienia zwycięzcy;
- w festiwalu mogą uczestniczyć wykonawcy ze wszystkich regionów Ukrainy, którzy mają repertuar w języku ukraińskim, niezawierający antyukraińskiej propagandy, wulgaryzmów, niepropagujący złych nawyków i promujący wartości ukraińskie;
- udział w festiwalu jest bezpłatny;
- na festiwalu dozwolone są tylko występy na żywo;
- o doborze uczestników i kolejności występów decydują organizatorzy;
- zespoły z innych miast otrzymują zakwaterowanie tylko na dzień występu[2].